# 蒸眼一方
蒸眼一方（じょうがんいっぽう）は漢方処方の一つ。麦粒腫など、眼の炎症に効果がある。『校正方輿輗』を出典とする。

## 効果・効能
麦粒腫（ものもらい）、霰粒腫（目のイボ）、眼瞼縁炎（ただれ目）、流行性結膜炎（はやり目）などの消炎に有効である。生薬を混合し水300mlを加えて煎じ、200mlにしたのち洗眼や温湿布に用いる。薬局製剤として許可されている。
成分の一つのミョウバン（硫酸アルミニウムカリウム水和物）は収れん作用や殺菌効果がある。

## 組成
白礬（明礬）、甘草、黄連、黄柏、紅花 各2.0グラム